# Gondreville (Loiret)
Gondreville – miejscowość i gmina we Francji, w Regionie Centralnym, w departamencie Loiret.
Według danych na rok 1990 gminę zamieszkiwały 344 osoby, a gęstość zaludnienia wynosiła 43 osoby/km² (wśród 1842 gmin Centre, Gondreville plasuje się na 803. miejscu pod względem liczby ludności, natomiast pod względem powierzchni na miejscu 1242.).